# Šentjurij na Dolenjskem
Šentjurij na Dolenjskem – wieś w Słowenii, w gminie Mirna Peč. W 2018 roku liczyła 92 mieszkańców.